# آلوارو آربه‌لوآ
آلوارو آربه‌لوآ کوکا (اسپانیایی: Álvaro Arbeloa Coca‎؛ زادهٔ ۱۷ ژانویهٔ ۱۹۸۳) بازیکن فوتبال پیشین اهل اسپانیا است. پست اصلی وی دفاع راست بود اما بعضاً به عنوان دفاع چپ نیز بازی می‌کرد.

## دوران باشگاهی

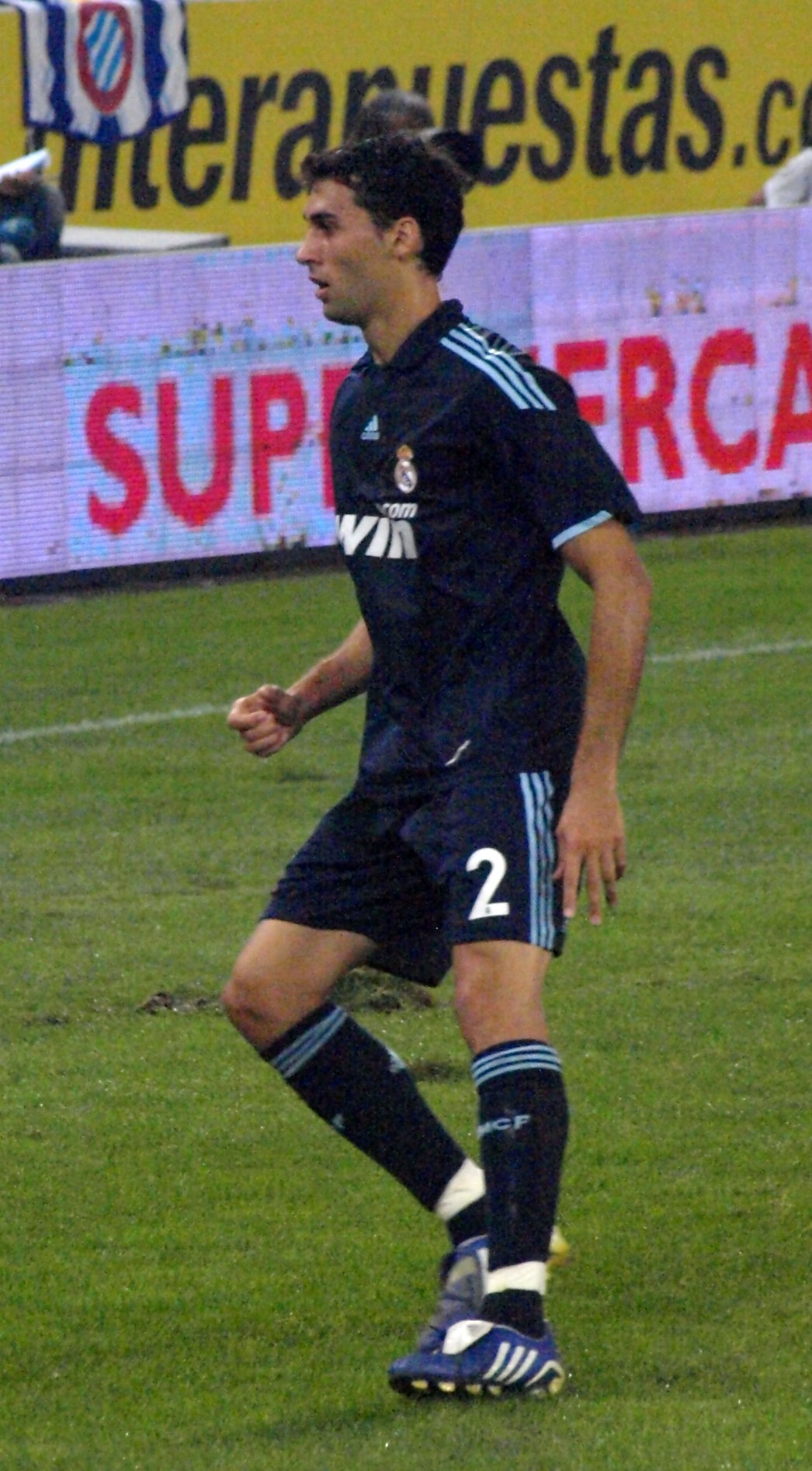
آلوارو آربه‌لوآ در پیراهن باشگاه فوتبال رئال مادرید

### رئال مادرید کاستیا
بعد از امضای قرارداد به عنوان یک نوجوان با رئال مادرید، آربه‌لوآ برای تیم جوانان باشگاه بازی کرد. او وقتی از این رده سنی خارج شد توانست برای تیم رزرو باشگاه بازی کند و دو بار برای تیم اصلی بازی کرد.

### لیورپول
آربلوا در ۳۱ ژانویه ۲۰۰۷ قرارداد خود را با باشگاه انگلیسی لیورپول به سرمربی‌گری رافائل بنیتز هموطنش امضا کرد. او اولین بازی خود در لیگ برتر را در ده فوریه مقابل نیوکاسل انجام داد. آربلوا اولین گل خود را برای لیورپول در برابر ردینگ در ۷ آوریل ۲۰۰۷ به ثمر رساند.

### بازگشت به رئال مادرید
در ۲۹ ژوئیه ۲۰۰۹، اعلام شد که رئال مادرید و لیورپول بر سر انتقال آربلوا با مبلغ ۵ میلیون پوند و یک قرارداد پنج ساله به توافق رسیده اند. پس از جدایی میشل سالگادو و میگل تورس، پیراهن شماره ۲ باشگاه به او تحویل داده شد.

## افتخارات

### باشگاهی

#### لیورپول
- لیگ برتر فوتبال انگلستان: نایب قهرمان ۲۰۰۸-۲۰۰۹
- لیگ قهرمانان اروپا: نایب قهرمان ۲۰۰۶-۲۰۰۷

#### رئال مادرید
- لا لیگا: ۲۰۱۱-۲۰۱۲
- کوپا دل ری: ۲۰۱۰-۲۰۱۱ ، ۲۰۱۳-۲۰۱۴ ، نایب قهرمان ۲۰۱۲-۲۰۱۳
- سوپر جام فوتبال اسپانیا: ۲۰۱۲ ، نایب قهرمان ۲۰۱۱ ، ۲۰۱۴
- لیگ قهرمانان اروپا: ۲۰۱۳-۲۰۱۴ ، ۲۰۱۵-۲۰۱۶
- جام باشگاه‌های فوتبال جهان: ۲۰۱۴
- سوپرجام اروپا: ۲۰۱۴

### ملی
اسپانیا
- جام جهانی فوتبال: ۲۰۱۰
- جام ملت‌های اروپا: ۲۰۰۸، ۲۰۱۲
- جام کنفدراسیون‌ها: نایب قهرمان جام کنفدراسیون‌ها ۲۰۱۳؛ مقام سومی ۲۰۰۹